# Aldo Bobadilla
Aldo Bobadilla (20 d'abril de 1976) és un futbolista paraguaià.

## Selecció del Paraguai
Va formar part de l'equip paraguaià a la Copa del Món de 2006.